# Claudia Messner
Claudia Messner (* 5. Juni 1962 in Wien) ist eine österreichische Theater- und Filmschauspielerin.

## Leben
Nach ihrem Schulabschluss am Lycée Français de Vienne begann Claudia Messner, Tochter der Tänzerin und Schauspielerin Gerti Gordon (1933–2016) und des Schauspielers und Regisseurs Franz Messner (1926–1968), ihre Karriere durch zahlreiche Engagements an Theatern wie dem Staatstheater Darmstadt, dem Wiener Burgtheater und dem Theater in der Josefstadt. In den 1980er Jahren spielte sie die ersten Rollen in Film und Fernsehen, unter anderem 1985 in Welcome in Vienna von Axel Corti, einem Film, der in der Wiener Nachkriegszeit spielt, mit dem sie auch international Bekanntheit erlangte.

## Theater
Engagements am Theater:
Staatstheater Darmstadt
- Blick zurück im Zorn | Osborn | R: Allison
- Die Liebe zu den 3 Orangen | Gozzi
- Gespenster | Ibsen | R: Regine
- Die Zerrissene | Nestroy | R: Kathi
- Menschenfeind | Enzensberger

Burgtheater
- Komödie der Worte | Schnitzler

Volkstheater Wien 
- Turandot|Gozzi| R:Turandot

Theater in der Josefstadt
- Spiel mit einem Tiger | Lessing

Staatstheater Braunschweig
- Biografie, ein Spiel | Frisch | R: Antoinette

Sommerfestspiele Perchtoldsdorf
- Geschichten aus dem Wienerwald | Horvath | R: Valerie

## Filmografie
- 1975: Tatort: Urlaubsmord (Fernsehreihe)
- 1980: Fantomas, Folge: Le tramway fantôme
- 1982: Alfred auf Reisen, Folge: Der Preisträger
- 1984: Tatort: Der Mann mit den Rosen
- 1985: ...beschloss ich Politiker zu werden
- 1986: Welcome in Vienna
- 1986: Fünf Mädchen in Paris (Cinq filles à Paris)
- 1987: Gewitter im Mai
- 1987: Zabou
- 1989: Schweinegeld – Ein Märchen der Gebrüder Nimm
- 1989: Souterrain
- 1990: Der Rausschmeißer
- 1991: Peter Strohm (Fernsehserie, Folge Einsteins Tod)
- 1991: Kommissar Klefisch (Fernsehserie, Folge Dienstvergehen)
- 1991: Transit
- 1991: La tribu
- 1991: Ein Fall für zwei (Fernsehserie, Folge Helens Geheimnisse)
- 1992: Eurocops, Folge: Evelyns Traum
- 1992: Klinik des Grauens
- 1992: SOKO 5113, Folge: Der Kuß des Vaters
- 1992: Tatort: Kainsmale
- 1993: Der Fahnder (Fernsehserie, Folge Verhör am Sonntag)
- 1994: Tatort: Singvogel
- 1995: Machinations
- 1995: Nikolaikirche
- 1996: Tödliches Schweigen
- 1996: Tödliche Schwesternliebe
- 1997: Sperling (Fernsehreihe, Folge Der scharlachrote Engel)
- 1998: Blind Date – Flirt mit Folgen
- 1998: Tatort: Blick in den Abgrund
- 1998: Sommergewitter
- 1999: Kommissar Rex (Fernsehserie, Folge Mörderisches Spielzeug)
- 1999: Wolffs Revier (Fernsehserie, Folge Der Totschläger)
- 1999: Aktion C+M+B
- 1999: Die Verbrechen des Professor Capellari (Fernsehserie, Folge Brennende Herzen)
- 2000: Der letzte Zeuge (Fernsehserie, 6 Folgen)
- 2001: Marga Engel schlägt zurück
- 2001: Ein Fall für zwei (Fernsehserie, Folge Einsamer Wolf)
- 2002: Ein Dorf sucht seinen Mörder
- 2004: Der Bulle von Tölz: In guten Händen
- 2004: Marga Engel gibt nicht auf
- 2005: Unter weißen Segeln – Abschiedsvorstellung
- 2005: Das Traumhotel – Zauber von Bali
- 2005: Heimliche Liebe – Der Schüler & die Postbotin
- 2005: SOKO Kitzbühel (Fernsehserie, Folge Mordlicht)
- 2005: Polizeiruf 110: Der scharlachrote Engel (Fernsehreihe)
- 2006: Glück auf vier Rädern
- 2007: Angsthasen
- 2007: Tatort: Tödliche Habgier
- 2007: Die Erntehelferin
- 2007: Das Glück am anderen Ende der Welt
- 2008: Der Alte (Fernsehserie, Folge Wiedersehen mit einer Toten)
- 2010: Lautlose Morde
- 2011: Pfarrer Braun: Altes Geld, junges Blut (Fernsehserie)
- 2014: Die geliebten Schwestern
- 2015: Für eine Nacht... und immer?
- 2017: Katharina Luther
- 2017: Das doppelte Lottchen
- 2019: Polizeiruf 110: Die Lüge, die wir Zukunft nennen

## Auszeichnungen
- 1988: Deutscher Darstellerpreis als beste Nachwuchsschauspielerin
- 1989: Bayerischer Filmpreis
- 1991: Telestar
- 1992: Adolf-Grimme-Preis mit Bronze für Der Rausschmeißer (zusammen mit Jörg Graser und Xaver Schwarzenberger)
- 2015: Nominierung beim Deutschen Filmpreis als Beste weibliche Nebenrolle für Die geliebten Schwestern (Regie: Dominik Graf)